# Battaglia di Chillianwala
La battaglia di Chillianwala fu combattuta il 13 gennaio 1849, durante la seconda guerra anglo-sikh a Chillianwala, nel Punjab (nell'odierno distretto di Mandi Bahauddin, Pakistan). La battaglia fu una delle più sanguinose combattute dalla Compagnia britannica delle Indie orientali. Entrambi gli eserciti mantennero le loro posizioni fino al termine dello scontro ed entrambe le parti rivendicarono la vittoria. La battaglia fu uno scacco al prestigio militare britannico.

## Contesto
A seguito della prima guerra anglo-sikh (1845 – 1846) il Punjab aveva perso gran parte della propria indipendenza nei confronti della Compagnia delle Indie orientali. La seconda guerra anglo-sikh scoppiò nel Punjab nell'aprile del 1848, quando la città di Multan si ribellò sotto il comando del diwan Mulraj Chopra. Il commissario della Compagnia delle Indie Orientali per il Punjab, Sir Frederick Currie, inviò diverse unità di truppe locali a sedare la rivolta. Una di queste unità, al comando di Sher Singh Attariwalla, era composta in gran parte da sikh già appartenenti all'esercito Sikh Khalsa. Alcuni ufficiali politici britannici di rango inferiore erano allarmati da questa scelta, poiché il padre di Sher Singh, Chattar Singh Attariwalla, aveva organizzato una ribellione nell'Hazara, regione posta a nord del Punjab.
Il 14 settembre 1848 si ribellò anche l'esercito di Sher Singh. A parte l'opposizione ai britannici, Dewan Mulraj e Sher Singh non avevano obiettivi in comune. Sher Singh decise di spostare il suo esercito a nord, per unirsi a quello di Chattar Singh. Alcuni ufficiali britannici avevano già preso provvedimenti per mettere in sicurezza le fortezze più importanti e quindi, per il momento, Chattar Singh non poté lasciare l'Hazara. I britannici infatti tenevano Attock sul fiume Indo e i passi sulle colline di Margalla che separavano l'Hazara dal Punjab. Sher Singh, in attesa dell'evolversi degli eventi, si spostò qualche miglio a nord e fortificò i valichi sul fiume Chenab.
La Compagnia delle Indie Orientali rispose alle rivolte annunciando l'intenzione di deporre il giovane maharaja, Duleep Singh, di annettere il Punjab e di confiscare le terre dei proprietari terrieri che si fossero uniti alla rivolta. Mentre un'armata sotto il maggior generale Whish riprendeva l'assedio di Multan, la Compagnia ordinò la formazione di un'Armata del Punjab guidata dal comandante in capo, Sir Hugh Gough. Tuttavia, sia Gough che il governatore generale, il trentasettenne Lord Dalhousie, ritardarono le operazioni fino alla fine della stagione dei monsoni, consentendo a Sher Singh di raccogliere rinforzi e di consolodare le proprie posizioni.

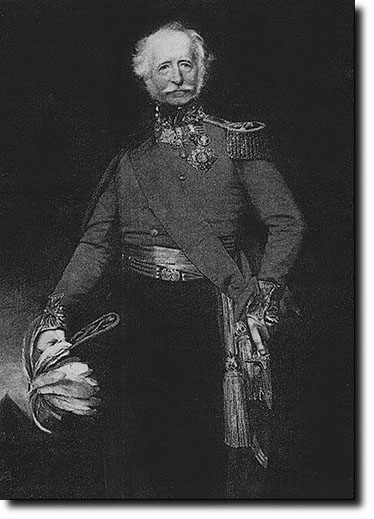
Hugh Gough, I visconte Gough

Gough assunse il comando dell'esercito il 21 novembre 1848. Il giorno successivo attaccò la testa di ponte di Sher Singh sulla riva sinistra del Chenab a Ramnagar, ma fu respinto. Ciò risollevò il morale dei sikh. Il 1º dicembre 1848 una divisione di cavalleria al comando del maggior generale Joseph Thackwell attraversò il Chenab a monte di Ramnagar. Sher Singh avanzò contro di lui, dando vita, presso Sadullahpur, ad uno scontro di artiglieria durato un giorno. Nel frattempo Gough bombardava le posizioni dei sikh, ormai vuote, a Ramnagar, rimandando l'attacco generale al giorno successivo. Durante la notte, Sher Singh si ritirò a nord.
Gough si fermò quindi in attesa di ulteriori istruzioni da Dalhousie. All'inizio del gennaio 1849 giunse la notizia che i britannici avevano riconquistato la città di Multan (anche se Dewan Mulraj teneva ancora la cittadella), ma anche che la guarnigione musulmana di Attock aveva disertato a favore dell'emiro dell'Afghanistan Dost Mohammed Khan, che appoggiava a malincuore Chattar Singh. La caduta di Attock permise comunque all'esercito di Chattar Singh di lasciare l'Hazara e di muoversi verso sud. Dalhousie ordinò a Gough, senza aspettare i rinforzi provenienti da Multan, di intercettare e distruggere l'esercito di Sher Singh prima potesse unirsi a quello di Chattar Singh.

## Primi scontri

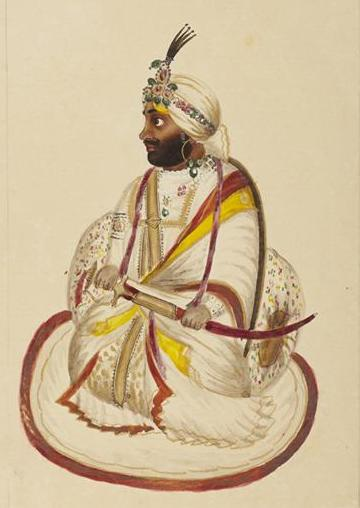
Sher Singh Attariwalla

Il 13 gennaio 1849, l'esercito di Gough marciava verso Rasul, sulla riva sinistra del fiume Jhelum a circa 140 km a nord-ovest di Lahore, dove era stata segnalata la presenza dell'esercito di Sher Singh. A mezzogiorno i britannici scacciarono un avamposto sikh dal villaggio di Chillianwala. Gough intendeva a questo punto marciare a nord della posizione sikh per attaccarne il fianco sinistro il giorno seguente, ma dal punto di osservazione su un'altura vicina a Chillianwala era evidente che i sikh erano avanzati dalle loro posizioni originarie lungo i crinali vicini al Jhelum. L'esercito di Sher Singh aveva originariamente occupato un fronte di 10 km, troppo esteso per la consistenza del suo esercito e vulnerabile a un attacco sul fianco come quello proposto da Gough. Avanzando, Sher Singh rese troppo rischiosa una marcia di fianco da parte dei britannici, che furono costretti a un attacco frontale.
Secondo le stime di Frederick Mackeson, l'ufficiale politico distaccato presso le truppe di Gough, l'esercito di Sher Singh contava 23000 uomini (anche se molti storici britannici successivi li hanno valutati in 30000 o più), tra cui 5000 appartenenti alla cavalleria irregolare, con circa 60 cannoni. É però noto che dopo la prima guerra anglo-sikh l'esercito Sikh Khalsa era ridotto a 12000 soldati di fanteria e 60 cannoni in totale e quindi alcuni storici ritengono che l'esercito sikh a Chillianwala non potesse contare più di 10000 uomini.
L'esercito sikh era schierato in tre corpi principali. A sinistra, al comando di Sher Singh, si trovavano un reggimento di cavalleria, nove battaglioni di fanteria, alcuni irregolari e 20 cannoni, che occupavano alcune basse colline e creste. Al centro, al comando di Lal Singh, c'erano due reggimenti di cavalleria, dieci battaglioni di fanteria e 17 cannoni, per lo più nascosti dalla vegetazione. Sulla destra c'era una brigata che in passato aveva presidiato Bannu, composta da un reggimento di cavalleria, quattro battaglioni di fanteria e undici cannoni. Truppe irregolari estendevano il fianco sinistro di Sher Singh.
Gough intendeva rimandare l'attacco al giorno successivo, ma, mentre il suo esercito si preparava ad accamparsi, l'artiglieria sikh, fino ad allora nascosta, aprì il fuoco da posizioni molto più vicine del previsto. Gough scrisse in seguito che temeva che i sikh potessero bombardare i suoi accampamenti durante la notte, anche se alcuni dei suoi ufficiali ritenevano che fosse stato semplicemente spinto ad agire in fretta.
L'esercito di Gough era composto da due divisioni di fanteria, ognuna di due brigate, ciascuna a sua volta composta da un battaglione di fanteria britannica e due di fanteria nativa del Bengala, con un totale di 66 cannoni appartenenti all'ariglieria e all'artiglieria a cavallo del Bengal Army. La 3ª Divisione comandata da Sir Colin Campbell, con due batterie di artiglieria da campo e tre unità di artiglieria a cavallo, era schierata a sinistra, mentre la 2ª Divisione comandata dal maggior generale Walter Gilbert era schierata a destra con una batteria di artiglieria da campo e tre unità di artiglieria a cavallo. Gough disponeva anche di una divisione di cavalleria al comando del maggior generale Joseph Thackwell, ma questa era divisa, con una brigata su ciascun fianco; quella del brigadiere White sulla sinistra, quella del brigadiere Pope sulla destra. Gough schierò due batterie di artiglieria pesante con otto cannoni da 18 libbre e quattro obici da 8 pollici al centro. Una brigata di truppe native del Bengala al comando del brigadiere Penny era in riserva.

## La battaglia

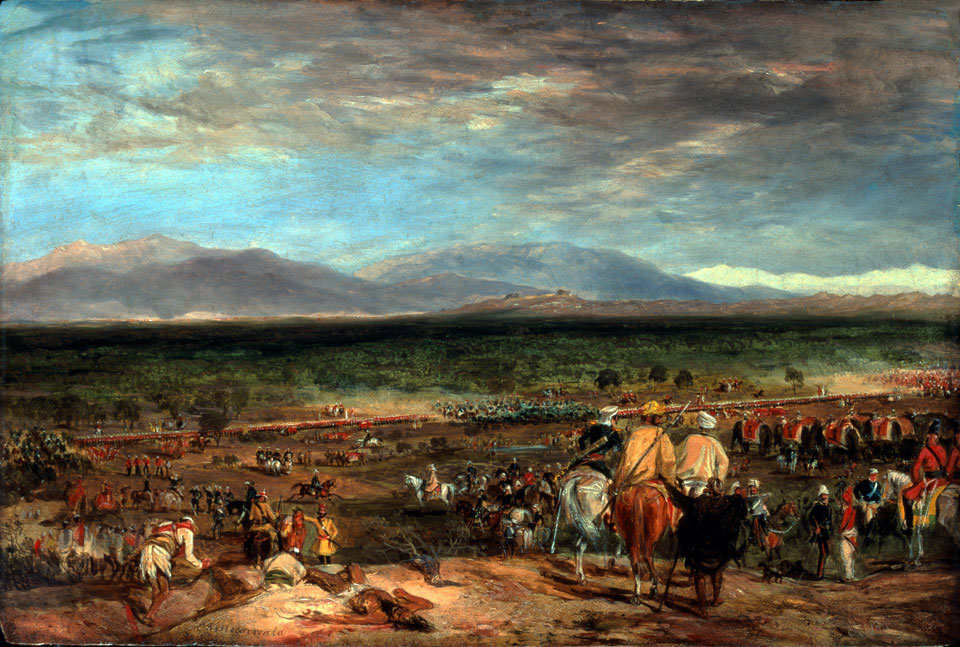
Battle of Chilianwala, 13 January 1849, olio su tavola del tenente (poi colonnello) Charles Becher Young (1816-1892), dei Bengal Engineers, circa 1849

Gough ordinò di iniziare l'avanzata verso le 15:00. Fin dall'inizio la brigata di destra della divisione di Campbell, comandata dal brigadiere John Pennycuick, si trovò in difficoltà. Poiché la giungla gli rendeva difficile coordinare le sue due brigate, Campbell assunse personalmente il comando della brigata di sinistra del brigadiere Hoggan, ordinando a Pennycuick di attaccare alla baionetta. Il reggimento britannico della brigata di Pennycuick era il 24º Reggimento a piedi, arrivato da poco in India. Il reggimento avanzò molto rapidamente, ma nella fitta boscaglia perse la coesione e il contatto con il resto della brigata. Cercando di attaccare frontalmente i cannoni sikh, soffrì pesantemente i colpi di mitraglia. Quando raggiunse le posizioni principali dei sikh, la resistenza di questi ultimi fu disperata e il 24º fu respinto. I colori della Regina andarono perduti, anche se i sikh non dichiararono mai di averli catturati: probabilmente furono distrutti o sepolti con l'ufficiale che li aveva portati. La brigata di Pennycuick, oramai completamente disorganizzata, dovette tornare alla linea di partenza a piccoli gruppi. Lo stesso Pennycuick fu ucciso.
La brigata di sinistra di Campbell (al comando del brigadiere Hoggan e dello stesso Campbell) ebbe maggior successo. Il 61º Reggimento a piedi catturò diversi cannoni e persino un elefante. La cavalleria del brigadiere White seguì con una carica efficace. Le truppe di Hoggan incontrarono infine la brigata di sinistra della divisione di Gilbert, comandata dal brigadiere Mountain, dietro le posizioni centrali dei Sikh.
Sulla destra di Gough, tuttavia, le truppe britanniche avevano subìto un disastro. Mentre le due brigate di Gilbert avevano dapprima respinto con successo i sikh, catturando o facendo esplodere diversi cannoni, sul loro fianco destro il brigadiere Pope ordinò dapprima un'inefficace carica di cavalleria attraverso una macchia di piante spinose che gettò la sua brigata nella confusione, poi fu preso dal panico e ordinò la ritirata. Uno dei suoi reggimenti di cavalleria britannici, il 14º Reggimento dei dragoni leggeri, si ritirò. I Sikh inseguirono la cavalleria in fuga e catturarono quattro cannoni. Attaccarono quindi la brigata di fanteria di destra di Gilbert, comandata dal brigadiere Godby, dalle retrovie, costringendola a ritirarsi sotto forte pressione finché la brigata di riserva di Penny non giunse in suo aiuto.
Ormai l'oscurità si stava avvicinando. I Sikh erano stati cacciati da molte delle loro posizioni con pesanti perdite, ma stavano ancora combattendo con forza. Con alcune delle sue formazioni rese inefficienti o costrette a combattere per uscire dall'accerchiamento, Gough ordinò una ritirata verso la linea di partenza. Anche se le sue unità riuscirono a riportare indietro il maggior numero possibile di feriti, molti di loro non poterono essere ritrovati nella boscaglia. Molti dei feriti abbandonati furono uccisi durante la notte da irregolari sikh. La ritirata di Gough permise anche ai sikh di riconquistare tutti i cannoni che i britannici avevano preso all'inizio della giornata, tranne dodici.

## Perdite

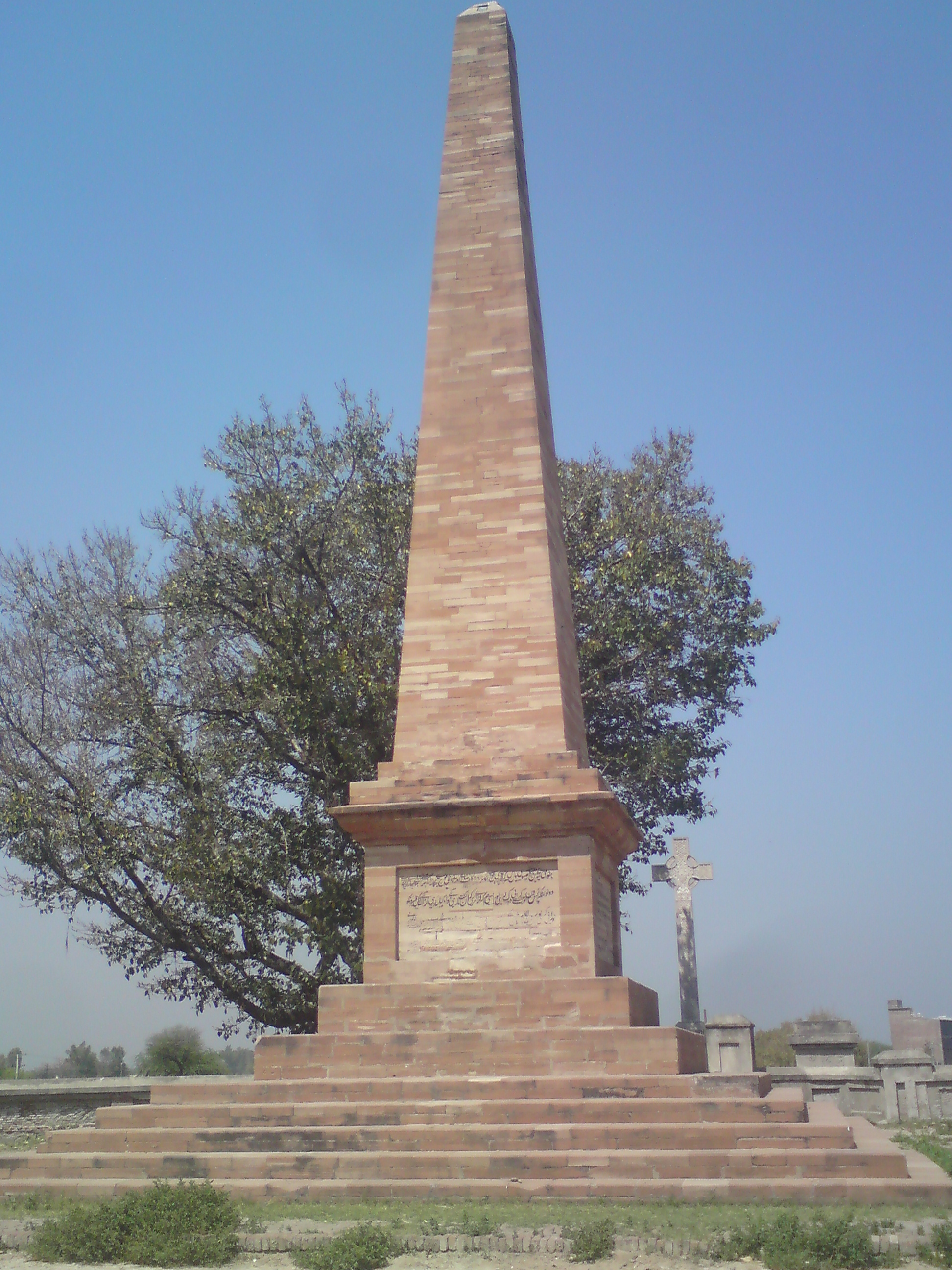
Obelisco in memoria delle perdite subite da entrambi gli eserciti

Le perdite finali dell'esercito di Gough furono di 757 morti, 1651 feriti e 104 dispersi per un totale di 2512 uomini. Un numero relativamente alto di vittime (quasi 1000) fu di militari britannici e nativi, ciò a causa del disastro che colpì il 24º Reggimento a piedi, che subì 590 perdite, oltre il 50% degli effettivi.
Le perdite sikh furono di 4000 uomini tra morti e feriti.
Un obelisco successivamente eretto a Chillianwalla dal governo britannico conserva i nomi dei caduti nella battaglia.

## Esito

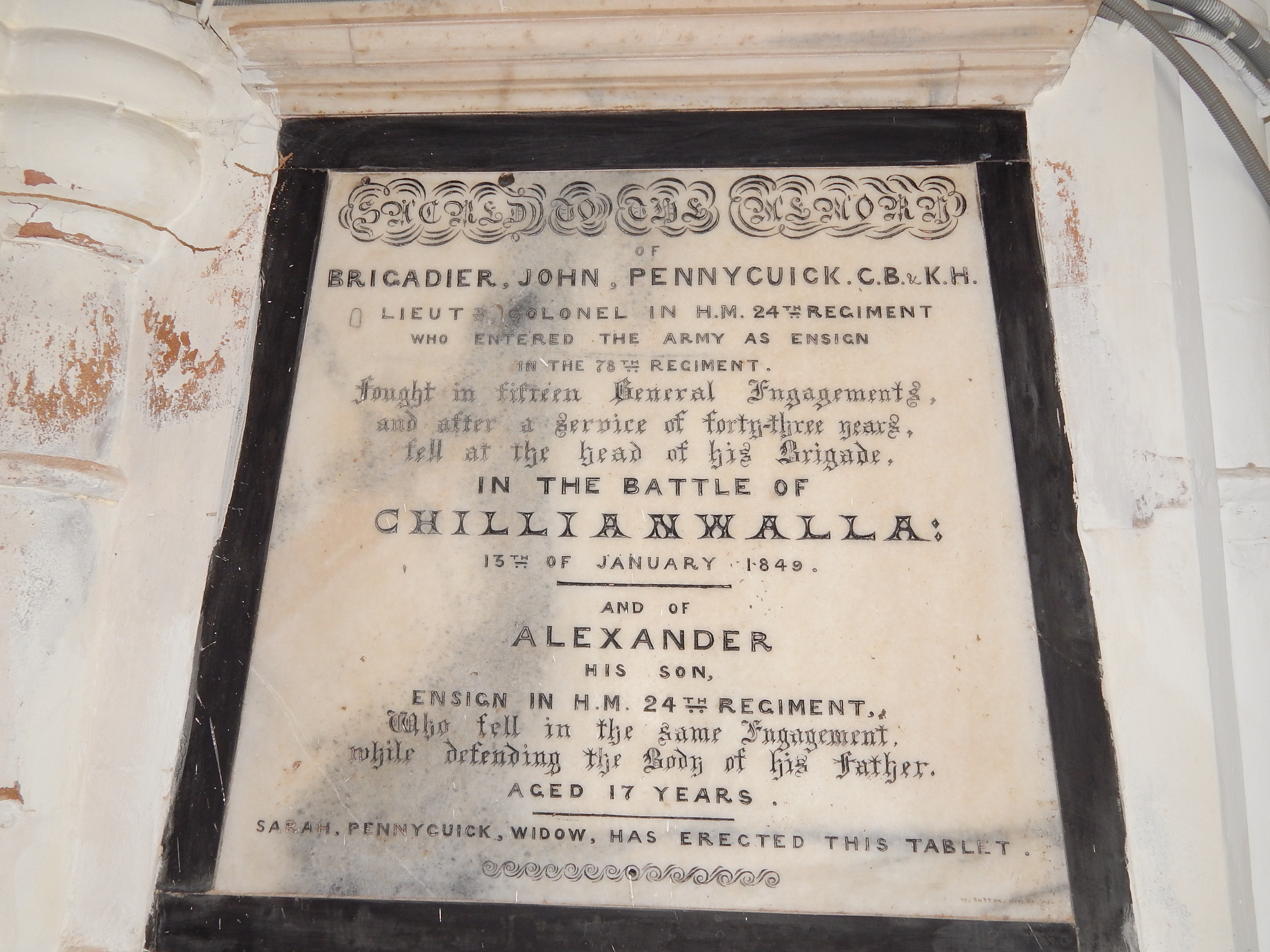
Targa in ricordo di John e Alexander Pennycuick, chiesa di San Giacomo a Sialkot

Alla fine della battaglia, entrambi gli eserciti mantennero le loro posizioni. Quindi Sher Singh si ritirò a nord. Entrambe le parti rivendicarono una vittoria. I sikh affermarono di aver costretto i britannici a ritirarsi, ma in realtà le forze britanniche si ritirarono tre giorni dopo la fine della battaglia, anche se ciò fu dovuto alle piogge che separarono i due eserciti per, appunto, tre giorni. Poiché i sikh si disimpegnarono per primi, i britannici rivendicarono la vittoria, anche se ammisero che i sikh avevano perso l'opportunità di ottenere una vittoria. Tuttavia, il respingimento dei britannici, insieme alla perdita di diversi cannoni, alla perdita dei colori del 24º reggimento e di altri due reggimenti e alla sconfitta del 14º Reggimento dragoni leggeri, inflissero un duro colpo al morale britannico e testimoniarono la tenacia e l'abilità militare dell'esercito sikh.
Una testimonianza lasciata da un osservatore britannico afferma: 
Il maggiore A.H. Amin, storico militare, afferma che:
Gough, criticato per la sua gestione della battaglia, fu sollevato dal comando e sostituito dal generale Charles James Napier. Prima che Napier potesse arrivare dall'Inghilterra per assumere il comando, Gough combatté la decisiva battaglia di Gujrat.
La perdita del prestigio britannico a Chillianwala fu uno dei fattori che contribuirono allo scoppio dei moti indiani del 1857. Tuttavia, i soldati sikh reclutati nel Bengal Army e nel Punjab Irregular Force della Compagnia delle Indie Orientali rimasero fedeli alla Gran Bretagna e contribuirono a stroncare la ribellione.
Più tardi, durante la rivolta indiana del 1857 il poeta indù Prakashanth Das scrisse un breve poema in hindi:
Nell'esercito britannico la costernazione per gli eventi di Chillianwala era tale che, dopo la disastrosa carica della brigata leggera, quando Lord Lucan osservò: "Questa è una questione molto seria", il generale Richard Airey rispose: "Questo genere di cose accadono in guerra. Non è niente a confronto di Chillianwala".

## Galleria d'immagini

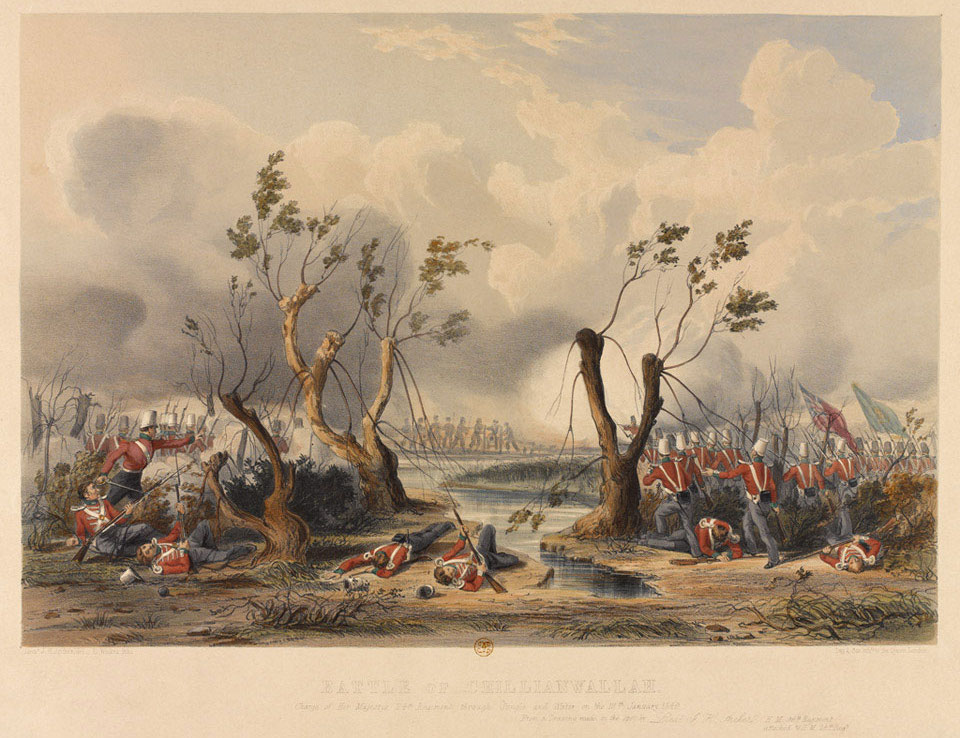
La carica del 24º Reggimento a piedi a Chillianwala
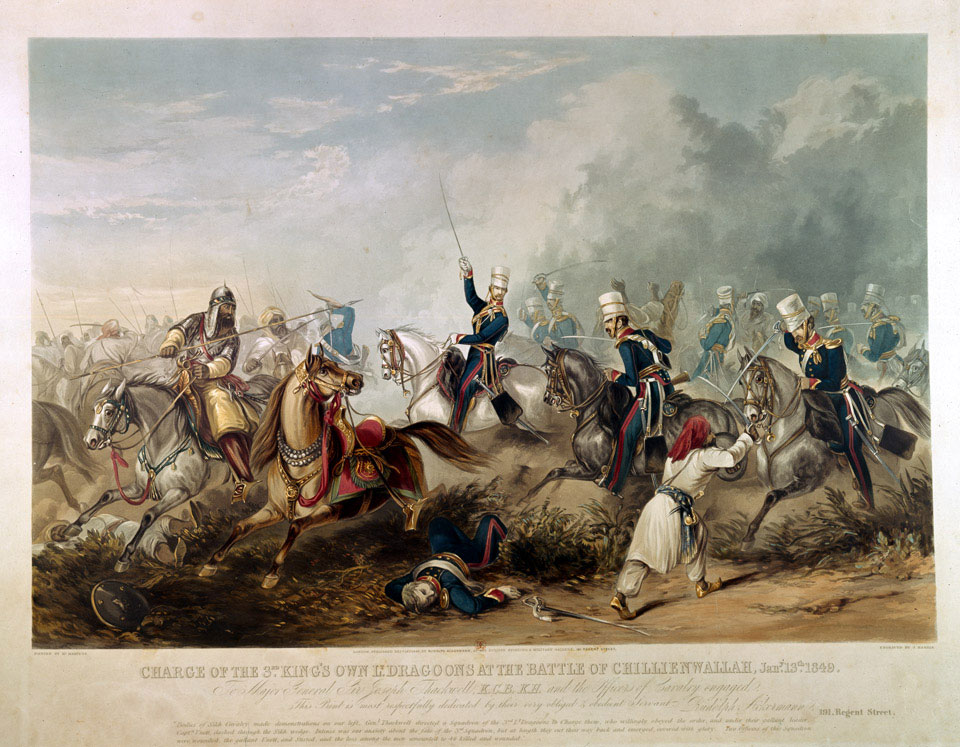
Carica del 3º Reggimento dragoni leggeri a Chillianwala